# Pamplona (Camarines Sur)
Pamplona es un municipio filipino de tercera clase, perteneciente a la provincia de Camarines Sur, en la región de Bicolandia.

## Historia
Hacia mediados del siglo XIX, el lugar, que por entonces incluía también el de Pasacao, tenía contabilizada una población de 492 habitantes. Aparece descrito en el segundo volumen del Diccionario geográfico, estadístico, histórico de las Islas Filipinas (1851) de Manuel Buzeta Núñez y Felipe Bravo con las siguientes palabras:

PAMPLONA: pueblo con cura y gobernadorcillo, en la isla de Luzon, prov. de Camarines Sur, dióc. de Nueva Cáceres; sit. en los 126° 51' long. 13° 32' 20" lat. á la orilla derecha de un rio, terreno llano y clima templado. Tiene 82 casas y 117 su visita Pascao; hay casa parroquial, otra de comunidad, donde está la cárcel, y una iglesia parroquial servida por un cura secular. De los fondos de comunidad se le paga al maestro de la escuela de instruccion primaria de este pueblo una asignacion que tiene señalada, la cual varía conforme al número de alumnos: confina el térm. por S. con el Minalabac que dista unos ¾ leg. y antes del cual se halla el barrio ó visita llamado Pasacao en la jurisdiccion del pueblo que describimos; por S. S. O. con el térm. del pueblo de San Fernando á unas 2 millas; y por N. con el de Camaligan á igual distancia. El terr. es montuoso y fértil; en los montes se cria bastante caza y buenas maderas, encontrándose tambien miel y cera. En el terreno reducido á cultivo las prod. son, arroz, maiz, caña dulce, algodon, abacá, legumbres y frutas. Los naturales se dedican al corte de maderas, fabricacion de telas, y sobre todo á la agricultura que es la que forma su principal ind. Pobl. 492 alm. y en 1845 pagaba 108 trib. que hacen 1,080 rs. plata.
(Buzeta y Bravo, 1851, p. 383)

En 2020, tenía censados 39 333 habitantes.